# David Murphy
David Paul Murphy (ur. 1 marca 1984, Hartlepool) – były angielski piłkarz, występujący na pozycji obrońcy. Jego ostatnim klubem było Birmingham City.
Karierę rozpoczął w 2001, w Middlesbrough. Grał tam do 2004, wystąpił w 13 meczach. Następnie w 2004 został wypożyczony do Barnsley. Zagrał w 10 spotkaniach, strzelił 2 bramki. W latach 2004–2008 grał w szkockim Hibernian. Wystąpił w 107 meczach, i strzelił 4 gole. Zakończył karierę w 2014.